# 36 komnata Shaolin
36 komnata Shaolin (ang. The 36th Chamber of Shaolin, 少林三十六房, Shào Lín sān shí liù fáng) znany również jako The Master Killer lub Shaolin Master Killer − film kung-fu wydany w 1978 roku przez Shaw Brothers Studio w reżyserii Liu Chia-liang.

## Opis fabuły
Akcja filmu rozgrywa się podczas panowania Dynastii Qing (1644–1912) i opowiada historię młodzieńca San Te (Gordon Liu). Jego wioskę terroryzują Tatarzy i niszczą dorobek życia. Razem z mieszkańcami organizuje ruch oporu, który kończy się niepowodzeniem i San Te musi opuścić miasto. Postanawia uczyć się w klasztorze Shaolin, aby ocalić wioskę.

## Wykonanie
Opracowano na podstawie źródła.

Obsada
- Gordon Liu − San Te
- Siu Tien Yuen − nauczyciel
- Hoi San Lee − starszy mnich
- Hou Hsiao − mnich
- Lung Chan − mnich
- Billy Chan − mnich
- Lieh Lo − generał Tien
- Chia Yung Liu − generał Lin
- Norman Chu − Liu Tsai

Produkcja
- Mona Fong
- Run Run Shaw

Muzyka
- Yung-Yu Chen

Zdjęcia
- Huang Yeh-tai

Montaż
- Hing Lung Geung
- Yen Hae Li

Kostiumy
- Chi-Yu Liu

## Film w kulturze
Dialogi z filmu zostały użyte na debiutanckiej płycie amerykańskiej grupy hip-hopowej Wu-Tang Clan.